# Ведмедиця пурпурова
Ведмедиця пурпурова (Diacrisia purpurata) — вид метеликів з родини еребід (Erebidae).

## Поширення
Вид поширений в Європі, Малій Азії, Сирії, Закавказзі, Центральній Азії (переважно в Казахстані та Киргизстані), південному Сибіру, Монголії, Амурській області, північному Китаї, Кореї та Японії (Хонсю).

## Зовнішній вигляд
Довжина передніх крил 18-22 мм у самців і 22-25 мм у самок.

## Спосіб життя
Метелик літає з червня по серпень залежно від місця розташування. Личинки живляться вересом (Calluna), іноді іншими трав'янистими рослинами і листяними деревами.